# Aeroporto di Shizuoka
L'aeroporto di Shizuoka (静岡空港?, Shizuoka Kūkō) (IATA: FSZ, ICAO: RJNS) è un aeroporto giapponese che serve la città di Shizuoka, capoluogo della prefettura omonima, nella regione di Chūbu. Lo scalo si trova nelle cittadine di Makinohara e Shimada, a 27 km a sud est della stazione di Shizuoka, mentre dista 45 km da Hamamatsu, 80 km dal Fuji, 130 km dall'aeroporto Internazionale di Chūbu-Centrair e 175 km da Tokyo in linea d'aria. L'aeroporto offre voli di linea per Sapporo, Fukuoka, Naha, Komatsu, Kumamoto e Kagoshima. Alcune rotte internazionali lo collegano a Ningbo e Shanghai, in Cina, Seoul e Taipei.

## Storia
Per permettere la crescita del traffico aereo nella zona di Shizuoka e Hamamatsu, nonché l'area del Fuji, e per servire lo spazio privo di aeroporti di circa 300 km fra Tokyo e Nagoya, la prefettura di Shizuoka acquisì nel 1987 circa 190 ettari di terreno per realizzare lo scalo. Un altro dei motivi che spinse alla realizzazione dello scalo, fu l'affollamento dei preesistenti scali di Tokyo e di Nagoya, nonostante alcune critiche siano state osservate in quanto in realtà l'aeroporto di Nagoya non ha ancora raggiunto il massimo della capacità, similmente a quando è stato realizzato l'aeroporto di Kobe.
L'aeroporto doveva essere inaugurato nel marzo 2009, ma a causa della necessità della riduzione della pista, da 2 500 a 2 200 metri (per motivi ambientali e di inquinamento acustico), l'apertura subì un ritardo di circa 3 mesi, venendo protratta al 4 giugno dello stesso anno.

## Statistiche
Questo grafico non è disponibile a causa di un problema tecnico.
Si prega di non rimuoverlo.
Vedi la query Wikidata di origine.